# Метод усталених відборів
Ме́тод уста́лених відбо́рів (рос. метод установившихся отборов; англ. method of steady extractions, method of steady sampling, нім. Methode f der stabilisierten Förderung) — гідродинамічний метод дослідження свердловин, оснований на вивченні усталеної фільтрації рідин, газів і газорідинних сумішей і передбачає визначення по свердловині дебіту і депресії на декількох, мінімум двох, режимах роботи свердловини (в тому числі може бути режим з нульовим дебітом, тобто режим зупинки).